# Kościół św. Walentego Męczennika w Lubiążu
Kościół świętego Walentego Męczennika – rzymskokatolicki kościół parafialny należący do dekanatu Brzeg Dolny archidiecezji wrocławskiej.
Pierwotna świątynia nosiła wezwanie Św. Jana Ewangelisty i w 1175 roku stała się własnością fundowanego w tym czasie opactwa Cystersów w Lubiążu. Obecny kościół, reprezentujący w stylu barokowym, nosi już zmienione wezwanie Św. Walentego i został wybudowany w latach 1734-1749. Jest to budowla trzynawowa, z nawami bocznymi w formie rzędów kaplic, od strony zachodniej zamknięta półkolistą absydą, natomiast od strony wschodniej bogato rozczłonkowaną pilastrami wieżą. Wnętrze posiada podział pilastrowy, podzielone jest rzędem empor znajdujących się nad nawami bocznymi i nakrywa je sklepienie kolebkowe. Wyposażenie świątyni jest bogate, stylowe. We wnętrzu można również zobaczyć obrazy Ignacego Axtera o tematyce alegorycznej